# 根岸博
根岸 博（ねぎし ひろし、1889年（明治22年）10月19日 - 1980年（昭和55年）3月24日）は、日本の泌尿器科学者である。

## 経歴・人物
東京府（現在の東京都）に医師だった根岸三郎の長男として生まれる。その後埼玉県北埼玉郡埼玉村（現在行田市）に住し、東京帝国大学医科大学（現在の東京大学医学部）に入学する。卒業後も大学に残り、同大学内の伝染病研究所の所員として活動した。その後は同大学教授であった土肥慶蔵の元、同大学の助教授となる。その後は大学を離れ、1931年（昭和6年）からは岡山医科大学（現在の岡山大学医学部）にて教鞭を執った。
その後は岡山大学病院の院長を3期務め、以後6年間評議員と兼任して活動する。院長に勤務中の1950年（昭和25年）日本で初となる腎移植の動物実験を行い成功した。この業績は尿路結石や前立腺肥大症等の泌尿器疾患、犬の腎移植による腎機能の研究の先駆として極めて優秀なものである。1952年（昭和27年）に開かれた第51回日本皮膚科学会及び第40回日本泌尿器科学会の会長も務め、1955年（昭和30年）に岡山大学を退職後も、岡山ライオンズクラブや岡山日仏協会の会長を歴任した。晩年はミシガン大学と連携して瀬戸内海沿岸部の文化調査や岡山県文化財の保護、岡山三悪追放協会会長に勤務中は性病の予防等地方活性化活動にも携わった。墓所は多磨霊園。

## 栄典
- 勲二等瑞宝章 - 1972年（昭和47年）受章[2][3]。